# Shin Saimdang
Shin Saimdang (* 29. Oktober 1504 in Gangneung; † 17. Mai 1551 in Pyeongan-do) war eine koreanische Malerin, Kalligraphin und berühmte Dichterin sowie die Mutter des neokonfuzianischen Gelehrten und Politikers Yul-gok Yi I. In Korea gilt sie als das Ideal einer guten Mutter. Einer ihrer respektvollen Ehrennamen ist Eojin Eomeoni (어진 어머니; auf Deutsch: Weise Mutter). Ihr ursprünglicher Name war Yinsun, ihre Künstlernamen: Saimdang, Inimdang und Imsajae.

## Leben
Shin Saimdang wurde in Gangneung geboren und wuchs auch dort auf. Sie lebte überwiegend bei ihren Großeltern mütterlicherseits. Ihr Vater, Shin Myeonggwa (申命和) war Regierungsbeamter, ohne sich jedoch politisch zu engagieren. Ihre Mutter war die Tochter des Adeligen Lee Sa-on (李思溫). Shin war die älteste von fünf Mädchen. Da er keine männlichen Nachfahren hatte, unterrichtete ihr Großvater mütterlicherseits sie auch in allem, was traditionell sonst ein Junge von ihm gelernt hätte. Obwohl einer traditionell orientierten Familie entstammend, erhielt sie dadurch eine Erziehung und Ausbildung, die für die damalige Zeit sehr ungewöhnlich war. Sie lernte so Literatur, Dichtung, Kalligrafie, Stickerei und Malerei.
Auch nach ihrer Heirat mit dem Kommandanten Yi Won-su (李元秀), im Alter von 19 Jahren, verbrachte sie mit Zustimmung ihres Ehemannes viel Zeit im Haushalt ihrer Großeltern. Später begleitete sie ihn auf seinen beruflichen Reisen; auch das war sehr ungewöhnlich für die damalige Zeit.
Mit 32 Jahren bekam sie in Gangneung ihren Sohn Yi I. Der Legende nach hatte sie während der Schwangerschaft einen Traum von einem weißen Drachen, den sie als Vorhersage interpretierte, dass ihr Kind einmal etwas ganz besonderes wird. Sie förderte ihren Sohn deshalb in besonderer und idealisierender Weise. In Korea hat ihr das den Status eines Idealbildes einer guten und fürsorgenden Mutter eingebracht.
Im Alter von 48 Jahren zog sie mit ihrer Familie in die Provinz Pyeongan-do (nahe dem heutigen Paju), wo sie kurz darauf plötzlich und unerwartet starb.
Obwohl Saimdang in einer konservativ konfuzianischen Gesellschaft aufwuchs, konnte sie dank ihrer weniger konventionellen Großeltern und ihres verständnisvollen Ehemannes ihre Talente entwickeln. Dieser Hintergrund hatte starken Einfluss auch auf die Erziehung ihrer eigenen Kinder.

## Wirken
Shin Saimdangs Bilder sind bekannt für ihre feinfühlige Darstellung. Ihre bevorzugten Motive waren Insekten, Blumen, Schmetterlinge, Orchideen, Trauben, Fische und Landschaften. Ungefähr 40 Gemälde auf Grundlage von Tusche und Mineralfarben können ihr zugeordnet werden. Es wird jedoch vermutet, dass noch viele weitere Bilder erhalten sind.
Von ihren Kalligrafien sind nur wenige erhalten, aber ihr Stil fand zu ihrer Zeit hohes Lob. Es existieren viele schriftliche Aufzeichnungen, die sich mit ihren Arbeiten beschäftigen und sie lobend erwähnen. Der Gelehrte Eo Suk-gwon verglich in seinem Buch Paegwan Japgi (Hangeul: 패관잡기, Hanja: 稗官雜記, Die Sammlung des Geschichtenerzählers), die Gemälde Saimdangs mit denen des berühmten Künstlers Ahn Gyeon. Viel später, 1868, machte der Gouverneur von Gangneung, als er Werke Saimdangs sah, die Bemerkung: „Die Kalligrafien Saimdangs sind bedacht geschrieben, edel und elegant, klar und rein, angefüllt mit weiblichen Tugenden“.

### Gedichte
- Blick zurück auf das Haus meiner Eltern, während ich über den Daegwallyeong Pass gehe (Yudaegwanryungmangchinjung, Hangeul: 유대관령망친정, Hanja: 踰大關嶺望親庭) – Gedicht anlässlich des Auszugs aus dem Haus ihrer Eltern, voll Traurigkeit, weil sie ihre Mutter allein zurücklassen muss.
- Denken an die Eltern (Sachin, Hangeul: 사친, Hanja: 思親) – Ein Gedicht voll kindlicher Verehrung für die Mutter.

### Gemälde

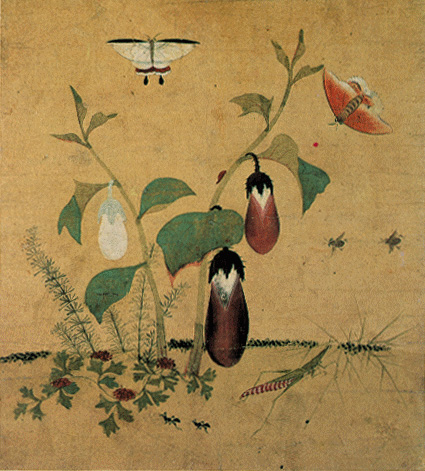
Chochungdo, ein Malstil, der von Shin Saimdang begründet wurde, Darstellung von Pflanzen und Insekten.
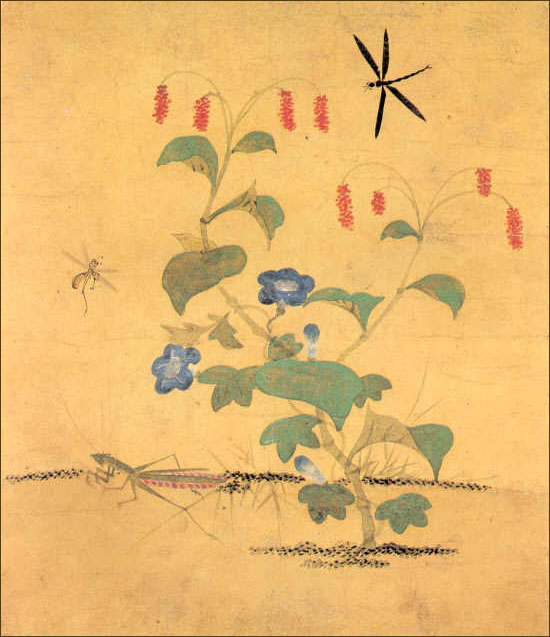
Chochungdo
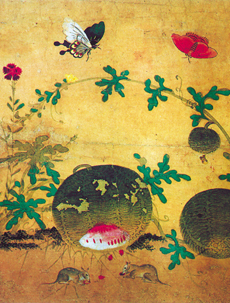
Chochungdo
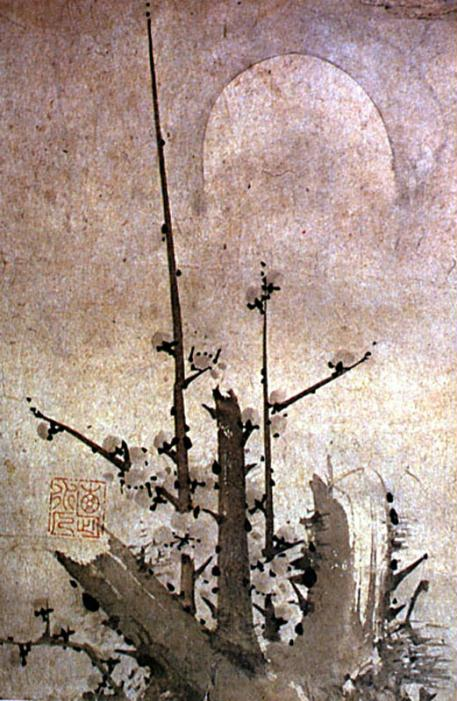
Motiv auch auf der Rückseite des 50.000-Won-Scheins

## Ehrungen

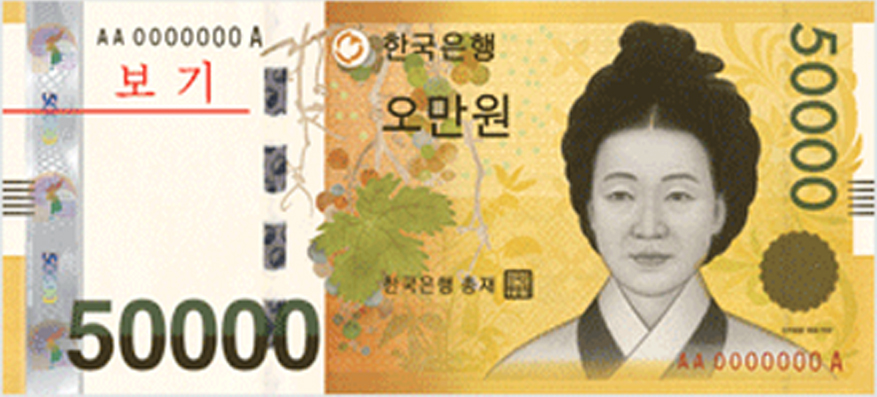
Porträt von Shin Saimdang auf einem 50.000-Won-Schein

Shin Saimdang ist die erste und bislang einzige Frau, die in Südkorea auf einem Geldschein abgebildet wurde, der 50.000-Won-Note, der Banknote mit dem höchsten Wert, der derzeit in Korea in Umlauf ist.
Die Entscheidung dafür ist in Südkorea heftig kritisiert worden, zum einen von konservativ eingestellten Männern, zum anderen aber auch von Frauen aus der Frauenbewegung. Da Shin Saimdang in Korea als das Ideal einer guten fürsorglichen Mutter gilt, kritisierten sie, dass mit dieser Auswahl sexistische Stereotype bedient und befördert würden.